# Andrzej Czarnecki (reżyser)
Andrzej Czarnecki (ur. 1 stycznia 1952 w Darłowie) – polski reżyser i scenarzysta. Absolwent Akademii Sztuk Pięknych we Wrocławiu oraz reżyserii na Wydziale Radia i Telewizji Uniwersytetu Śląskiego w Katowicach.

## Filmografia
Źródło: Filmpolski.pl

### Reżyseria
- 2019: Gruba Kaśka
- 2015: Do przyjaciół moskali
- 2013: Generał z Katynia
- 2012: Listy Katyńskie
- 2000: Istota
- 1991: Luk
- 1986: Szczurołap
- 1984: Bieszczadzkie ikony

### Scenariusz
- 2019: Gruba Kaśka
- 2015: Do przyjaciół moskali
- 2013: Generał z Katynia
- 2012: Listy Katyńskie
- 2000: Istota
- 1991: Luk
- 1986: Szczurołap
- 1984: Bieszczadzkie ikony

## Nagrody
| Rok  | Film                | Festiwal                                                            | Nagroda                                      |
| ---- | ------------------- | ------------------------------------------------------------------- | -------------------------------------------- |
| 1986 | Szczurołap          | Młode Kino Polskie                                                  | I Nagroda w Kategorii Filmu Krótkiego        |
| 1986 | Szczurołap          | Krakowski Festiwal Filmowy                                          | Nagroda Specjalna „Złoty Smok”               |
| 1986 | Szczurołap          | Krakowski Festiwal Filmowy                                          | Grand Prix „Złoty Lajkonik”                  |
| 1986 | Szczurołap          | Międzynarodowy Festiwal Filmowy w Mannheim i Heidelbergu            | Dukat Filmowy                                |
| 1986 | Szczurołap          | Międzynarodowy Festiwal Filmowy w Mannheim i Heidelbergu            | Międzynarodowa Nagroda Ewangelicka           |
| 1988 | Szczurołap          | Międzynarodowy Festiwal Filmów Krótkometrażowych w Clermont-Ferrand | Wyróżnienie Federacji Klubów Filmowych       |
| 1988 | Szczurołap          | Międzynarodowy Festiwal Filmów Krótkometrażowych w Clermont-Ferrand | Wyróżnienie Jury                             |
| 1988 | Bieszczadzkie ikony | Przegląd Filmów Etnograficznych "Etnologia a Film"                  | Nagroda Publiczności                         |
| 2000 | Istota              | Festiwal Polskich Filmów Fabularnych                                | Nagroda za reżyserię                         |
| 2001 | Istota              | Lubuskie Lato Filmowe                                               | Nagroda Organizatorów im. Juliusza Burskiego |